# Stardust: The Great American Songbook, Volume III
Stardust: The Great American Songbook, Volume III – dwudziesty drugi studyjny album angielskiego piosenkarza rockowego Roda Stewarta. Płyta została wydana w 2004 przez wytwórnię J Records. Jest trzecim albumem z serii The Great American Songbook. Album został zadedykowany "The Tartan Army" czyli fanom szkockiej narodowej drużyny piłki nożnej.
Album w Polsce uzyskał status złotej płyty.

## Lista utworów
1. „Embraceable You” (George Gershwin, Ira Gershwin) – 3:30
2. „I Love You (For Sentimental Reason)” (William Best, Deek Watson) – 3:01
3. „Blue Moon” (z Erickiem Claptonem) (Richard Rodgers, Lorenz Hart) – 4:05
4. „What a Wonderful World” (z Stivie Wonderem) (Bob Thiele, George David Weiss) – 4:30
5. „Stardust” (Hoagy Carmichael, Mitchell Parish) – 4:01
6. „Manhattan” (duet z Bette Midler) (Rodgers, Hart) – 2:53
7. „'S Wonderful” (G. Gershwin, I. Gershwin) – 3:24
8. „Isn't It Romantic?” (Rodgers, Hart) – 3:50
9. „I Can't Get Started” (Vernon Duke, I. Gershwin) – 3:23
10. „But Not for Me” (G. Gershwin, I. Gershwin) – 3:22
11. „A Kiss to Build a Dream on” (Oscar Hammerstein II, Bert Kalmar, Harry Ruby) – 3:13
12. „Baby, It’s Cold Outside” (duet z Dolly Parton) (Frank Loesser) – 3:51
13. „Night and Day ” (Cole Porter) – 3:08
14. „A Nightingale Sang in Berkeley Square” (Eric Maschwitz, Manning Sherwin) –  4:03

## Pozycje na listach
| Rok  | Lista         | Pozycja |
| ---- | ------------- | ------- |
| 2004 | Billboard 200 | 1       |